# Miconia cuneata
Miconia cuneata là một loài thực vật có hoa trong họ Mua. Loài này được Triana ex Cogn. mô tả khoa học đầu tiên năm 1871.